# نبض نجمي

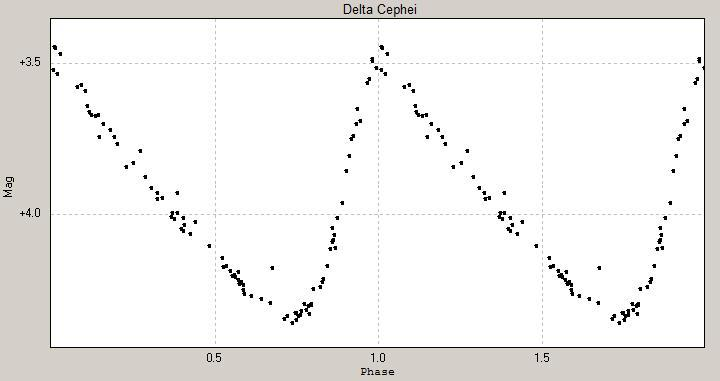
المنحني الضوئي المنتظم لمتغير دلتا قيفاوس مكون من نبضات نجمية أصيلة

تنجم النبضات النجمية (بالإنجليزية: Stellar pulsations)‏ عن التمدد والانكماش في الطبقات الخارجية عندما يسعى النجم إلى الحفاظ على التوازن. تلك التراوحات في نصف القطر النجمي تسبب تغيرات مقابلة في إضاءة النجم. ويستطيع الفلكيون استنتاج هذه الآلية عن طريق قياس الطيف ورصد تأثير دوبلر. تظهر العديد من النجوم المتغيرة الأصيلة التي تنبض بسعات كبيرة، مثل النجوم القيفاوية الكلاسيكية ونجوم RR القيثارة ونجوم دلتا الترس [الإنجليزية] كبيرة السعة، منحنيات ضوئية منتظمة.
يتناقض هذا السلوك المنتظم مع تراوح النجوم التي تقع بالتوازي مع الجانب عالي الإضاءة/درجة الحرارة المنخفضة للنجوم المتغيرة الكلاسيكية في مخطط هرتسبرونغ-راسل . لوحظ أن هذه النجوم العملاقة تخضع لنبضات تراوح من عدم انتظام ضعيف، عندما لا يزال بإمكاننا تحديد متوسط زمن دوران أو دور، (كما هو الحال في معظم RV الثور [الإنجليزية] والمتغيرات شبه المنتظمة) إلى الغياب القريب للتكرار في المتغيرات غير المنتظمة. توجد متغيرات W العذراء في الواجهة؛ تكون الأدوار القصيرة منتظمة، أما الأدوار الأطول فتظهر أولًا تناوبات منتظمة نسبيًا في دورات النبضات، تليها بداية عدم انتظام خفيف كما هو الحال في نجوم RV الثور التي تتحول إليها تدريجيًا مع زيادة طول أدوارها. تشير نظريات تطور النجوم ونبضها إلى أن هذه النجوم غير المنتظمة لها نسبة الإضاءة إلى الكتلة (L/M) أعلى بكثير.
العديد من النجوم هي نابضات غير قطرية، ولها تراوحات أقل في السطوع مقارنة بالمتغيرات المنتظمة المستخدمة شموعًا قياسيةً.